# (9959) 1991 VF2
(9959) 1991 VF2 là một tiểu hành tinh vành đai chính. Nó bay quanh Mặt Trời theo chu kỳ 3.36 năm.
Được phát hiện ngày 9 tháng 11 năm 1991 bởi S. Ueda và H. Kaneda, Tên chỉ định của nó là "1991 VF2".